# Ford 7Y
El Ford 7Y es un modelo de automóvil construido por Ford Motor Company en el Reino Unido entre 1938 y 1939 e íntegramente diseñado y desarrollado en ese país.
El modelo salió oficialmente al mercado como Ford Eight, siendo una versión modificada y un poco más grande del Ford Modelo Y. El vehículo estaba propulsado por un motor Ford Sidevalve de 933 cc y 8 cv de potencia. Tenía parrilla rectangular plana y se suministraba únicamente en versión dos puertas, lujo o estándar y con la opción de techo fijo o móvil.
Del modelo se produjeron 65.098 unidades, siendo sustituido en 1939 por el modelo Ford Anglia.